# Hermann Spohn

Zwei Logos von Hermann Spohn Carosseriebau

Hermann Spohn (* 13. Oktober 1876; † 17. Dezember 1923) war ein deutscher Karosseriebauunternehmer. Das von Hermann Spohn gegründete Unternehmen wird vor allem mit den Fahrzeugaufbauten für Maybach-Luxusautomobile in Verbindung gebracht.

## Unternehmensgeschichte
Hermann Spohn stammte als fünftes Kind von Julius Spohn aus einer alteingesessenen Ravensburger Industriellenfamilie. Nach seiner Teilnahme am Ersten Weltkrieg entschied er sich für die zu Beginn des 20. Jahrhunderts junge Branche des Karosseriebaus, die sich gerade aus der Stellmacherei (Kutschenbau) entwickelte.

### 1920–1923
1920 erfolgte der Handelsregister-Eintrag Hermann Spohn mit dem Vermerk „Carosseriebau“.
Fast zeitgleich war es Karl Maybach im etwa 20 Kilometer von Ravensburg entfernten Friedrichshafen nach dem Ersten Weltkrieg durch den Versailler Vertrag verwehrt, den Bau von Luftfahrzeugmotoren seines Unternehmens Maybach-Motorenbau fortzusetzen. Nachdem er seinen ursprünglichen Plan, Antriebsmaschinen anderen Herstellern zuzuliefern, aufgeben musste, spezialisierte sich Maybach ab 1921 auf den Bau von Motoren und Getrieben für Personenkraftwagen, die insbesondere mit dem legendär gewordenen 12-Zylinder-Motor weltweites Spitzenniveau erreichten. Maybach gehörte dabei zu den Herstellern, die bei relativ kleiner Gesamtproduktion keinen eigenen Karosseriebau betrieben, viele Karosserien für die Maybach-Fahrzeuge baute das Werk von Hermann Spohn auf den von Maybach gelieferten Fahrgestellen auf.
1922 bestanden am Beginn dieser Geschäftsbeziehungen Kontakte zu den Zeppelinwerken in Friedrichshafen während des Auftrags der Rud. Ley Maschinenfabrik: Die weltweit erste auf wissenschaftlicher Grundlage basierende  Stromlinienkarosserie wurde angefertigt – entwickelt von Paul Jaray. Auch nach dem Tode des Unternehmensgründers liefen die Arbeiten auf diesem Gebiet in den 1930er-Jahren weiter.

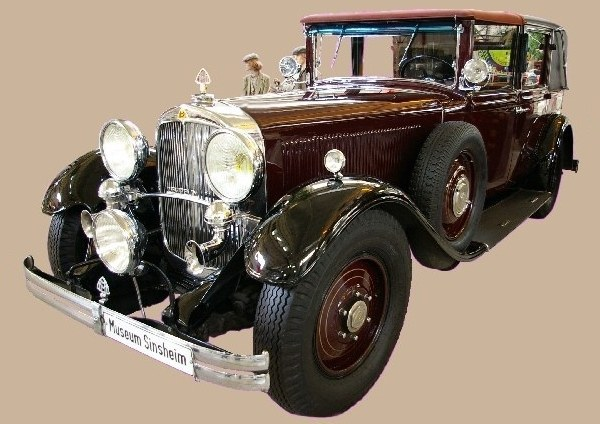
Maybach Zeppelin DS 7 mit Spohn-Karosserie (1930)

### 1924–1957
Seit 1924 wurde Spohns Unternehmen in der Rechtsform einer offenen Handelsgesellschaft geführt. Geschäftsführer waren Josef Eiwanger senior, Spohns Weggefährte von Anbeginn, und Theodor Spohn.
Maybachs erster großer Reisewagen seit 1921, der Typ W 3 wurde karossiert. Beide Partner hielten an der damals noch branchenüblichen Rahmenbauweise in Handarbeit fest. So konnten die persönlichen Wünsche der wohlhabenden Kundschaft hinsichtlich der Ausgestaltung und Verbindung einzelner Karosseriegrundformen (Limousine, Pullman, Landaulet, Cabriolet usw.) in vielfachen Kombinationen leichter erfüllt werden. Den „Spohnler“ genannten Karosseriespezialisten (Schreiner, Schmiede, Stellmacher, Wagner, Spengler, Sattler und Lackierer) war im Umgang mit den hochwertigen Materialien die Freiheit des persönlichen Einfalls und des Spiels mit der Fantasie durch den Entwurf zugewiesen. Hierbei soll Maybach wohl keinen direkten „Einfluss auf die einzelnen Entwicklungsstufen der Karosseriegestaltung genommen“ haben. Paul Albert war in den 1930er-Jahren federführend.
Auch sonst arbeiteten Maybach und die Spohn oHG nicht exklusiv zusammen. Maybach-Fahrgestelle wurden beispielsweise auch von Erdmann & Rossi (Berlin) und Jacques Saoutchik (Paris) mit Karosserien ausgestattet, andererseits fertigte Spohn Karosserien für andere Hersteller wie Hispano-Suiza.

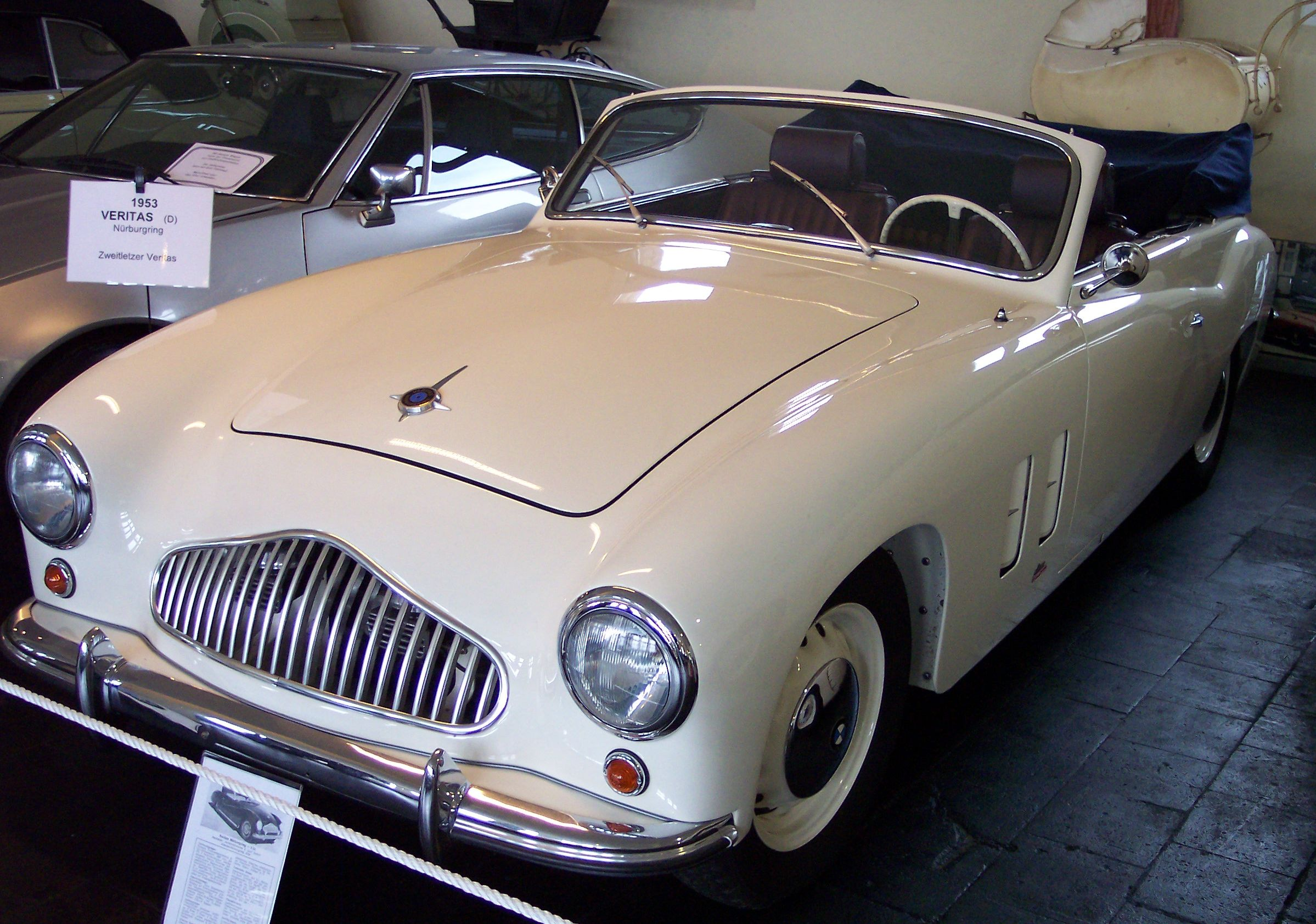
Veritas-Nürburgring-Sportwagen mit Spohn-Karosserie (1953)

Als Josef Eiwanger junior in den 1950er-Jahren zur Unternehmensleitung gehörte, standen ebenso Designstudien, wie das Gaylord-Projekt, das berühmte Cadillac-Einzelstück „Die Valkyrie“ von 1955, der Sportwagenbau (Veritas-Nürburgring) oder der spätere Ponton-Maybach im Vordergrund.
Aus der Geschäftsverbindung mit der Veritas GmbH ab 1950 gingen rund 70 Autos mit Spohn-Karosserien und den sportlichen, 100 PS starken Zweiliter Veritas-Heinkel Motoren hervor: Dazu gehörten das Coupé Saturn, das Cabriolet Scorpion, der Sportwagen Comet und der Rennwagen Comet S. In einer späteren Phase des Unternehmens Veritas entstanden zwischen Herbst 1951 und August 1953 am Nürburgring etwa 20 weitere Veritas-Nürburgring-Sportwagen auf Basis von Spohn-Karosserien in Zusammenarbeit mit Ernst Loof.
Anfang 1954 stellte Eiwanger die erste in Deutschland aus Leguval® gefertigte Kunststoffkarosserie vor, die nur 98 Kilogramm wog und auf ein VW-Käfer-Fahrgestell gesetzt wurde. Zu einer Serienfertigung kam es jedoch nie. Wegen des Wandels im Automobilbau (Fertigung selbsttragender Karosserien) musste das Unternehmen auf andere Geschäftsfelder ausweichen. Die Belegschaft reduzierte sich rapide, von 130 im September 1949 über 66 im September 1951 bis auf 55 im August 1956.
Im Sommer 1957 wurde das Unternehmen geschlossen.

## Modelle
Die wohl bekanntesten Modelle aus der Produktion von Spohn sind die Karosserien für den legendären Typ Maybach-„Zeppelin“ (Maybach Zeppelin DS 7 und Maybach Zeppelin DS 8 mit Zwölfzylinder-V-Motor). Fahrzeuge dieser Typen sind u. a. im Auto- und Technikmuseum Sinsheim (DS 7) sowie im Zeppelin Museum in Friedrichshafen (DS 8) ausgestellt.